# Spoorlijn 51A
Spoorlijn 51A is een Belgische spoorlijn die Brugge met Zeebrugge verbindt. Ze begint aan aftakking Y Blauwe Toren in Brugge en loopt verder tot Zeebrugge. De lijn is 9,8 km lang.

## Geschiedenis
De lijn werd aangelegd voor de ontsluiting van de haven van Brugge-Zeebrugge en was gereed in oktober 1906, negen maanden voor de officiële inwijding van de haven. Behalve voor goederentransport was ze ook bedoeld voor passagiersvervoer van en naar Zeebrugge en Heist. In Zeebrugge boog de lijn dan ook naar het oosten af, tot Heist (in 1920 doorgetrokken tot Knokke). Het baanvak Zeebrugge-Heist liep tot 1951 langs de kust; een gedeelte van dit oude tracé tot de Pierre Vandammesluis is nu in dienst als lijn 202. Daarna werd een meer landinwaarts tracé in dienst genomen. In 1983 werd dit baanvak op zijn beurt weer vervangen door de nieuwe spoorlijn 51B als gevolg van de uitbreiding van de haven in Zeebrugge. Ongeveer 1,5 km werd behouden als industriespoor.

### Lijn 51B/1: Boog van Ter Doest
Op 3 maart 2010 begon Infrabel met de bouw van de spoorbocht 'Ter Doest', ook wel genoemd 'Boog van Ter Doest'. Die verbindingsboog tussen de lijn Brugge - Knokke (51B) en de lijn Brugge - Zeebrugge werd op 5 november 2012 als spoorlijn 51B/1 in dienst genomen. Zij moet het rangeren van treinen met wagons van de westelijke en oostelijke kant van het Boudewijnkanaal vlotter laten verlopen (zie ook lijn 51B).

### Engelse vertakking 51/51A
De vroegere gelijkgrondse vertakking Blauwe Toren (aftakking spoorlijn 51A van spoorlijn 51) is sedert 2015 omgevormd tot een zogenaamde Engelse vertakking door de bouw van een viaduct voor het spoor B (spoor richting Brugge) van de lijn 51 (Brugge - Blankenberge) over de sporen van de lijn 51A (Y Blauwe Toren - Zeebrugge). De dagcapaciteit van de sporen in dit baanvak was door de gelijkgrondse vertakking ernstig beperkt door de versnijdingen met andere treinbewegingen. Voornamelijk in het toeristische hoogseizoen zorgen de vele extra treinen van en naar Blankenberge en het continue goederenverkeer van en naar de haven van Zeebrugge voor een overbelasting van het baanvak en dit ten gevolge van de kruisende bewegingen ter hoogte van de vertakking Blauwe Toren. Door de bouw van deze Engelse vertakking kan de capaciteit van de spoorlijn onmiddellijk verhogen zonder de aanleg van nieuwe sporen. De werken hiertoe waren gestart in 2011.

## Toekomst
Er waren plannen om tussen Brugge en Dudzele een derde spoor aan te leggen, voor een hogere capaciteit voor de haven van Zeebrugge. Hier zijn spoorbermen voor verbreed en kunstwerken gebouwd en aangepast, maar nooit sporen gelegd. Anno 2025 is over deze plannen niets meer te vinden.
In april 2008 werd een studie afgerond over drie mogelijke lightrailtrajecten, waarvan één tussen Zeebrugge en Brugge, met een eventuele doortrekking tot Lichtervelde via spoorlijn 66.

## Treindiensten
De NMBS verzorgt het personenvervoer met IC, L-, Piekuur- en ICT-treinen.
| Serie       | Treinsoort            | Route                                                                                           | Bijzonderheden |
| ----------- | --------------------- | ----------------------------------------------------------------------------------------------- | --- |
| IC 23A      | Intercity (NMBS)      | Brussels Airport-Zaventem – Brussel-Zuid – Gent-Sint-Pieters – Brugge – Knokke                  | |
| L 550       | L-trein (NMBS)        | Mechelen – Dendermonde – Gent-Sint-Pieters – Brugge – [ Zeebrugge-Strand ] / [ Zeebrugge-Dorp ] | Rijdt in het weekend tussen Zeebrugge-Strand - Gent-Sint-Pieters. Rijdt enkel in juli en augustus in de week tussen Zeebrugge-Strand - Mechelen. |
| ICT 6600    | Toeristentrein (NMBS) | Brugge – Knokke                                                                                 | Rijdt alleen in het weekend. |
| P 7055/8055 | Piekuurtrein (NMBS)   | Zeebrugge-Dorp – Brugge                                                                         | 1× in de ochtend. 2× in de avond. Rijdt alleen op werkdagen. Rijdt niet in juli en augustus.                                                     |
| P 7060/8060 | Piekuurtrein (NMBS)   | Knokke – Brugge                                                                                 | Rijdt alleen op werkdagen. |

## Aansluitingen
In de volgende plaatsen is of was er een aansluiting op de volgende spoorlijnen:
Y Blauwe Toren
Spoorlijn 51 tussen Brugge en Blankenberge
Y Dudzele
Spoorlijn 51B tussen Y Dudzele en Knokke
Y Ter Doest
Spoorlijn 51B/1 tussen Y Ter Doest en Y Boudewijnkanaal
Zeebrugge-Dorp
Spoorlijn 202 tussen Zeebrugge-Dorp en Zweedse Kaai

## Lijn 51A/1
Bij de opening van de stopplaats station Zeebrugge-Strand in 2001 is de spoorlijn 51A hernoemd naar (Brugge) Y Blauwe Toren - Zeebrugge Strand. De vertakking die naar station Zeebrugge-Dorp loopt is hernummerd naar spoorlijn 51A/1 Zeebrugge-Vorming - Zeebrugge-Dorp.

## Galerij

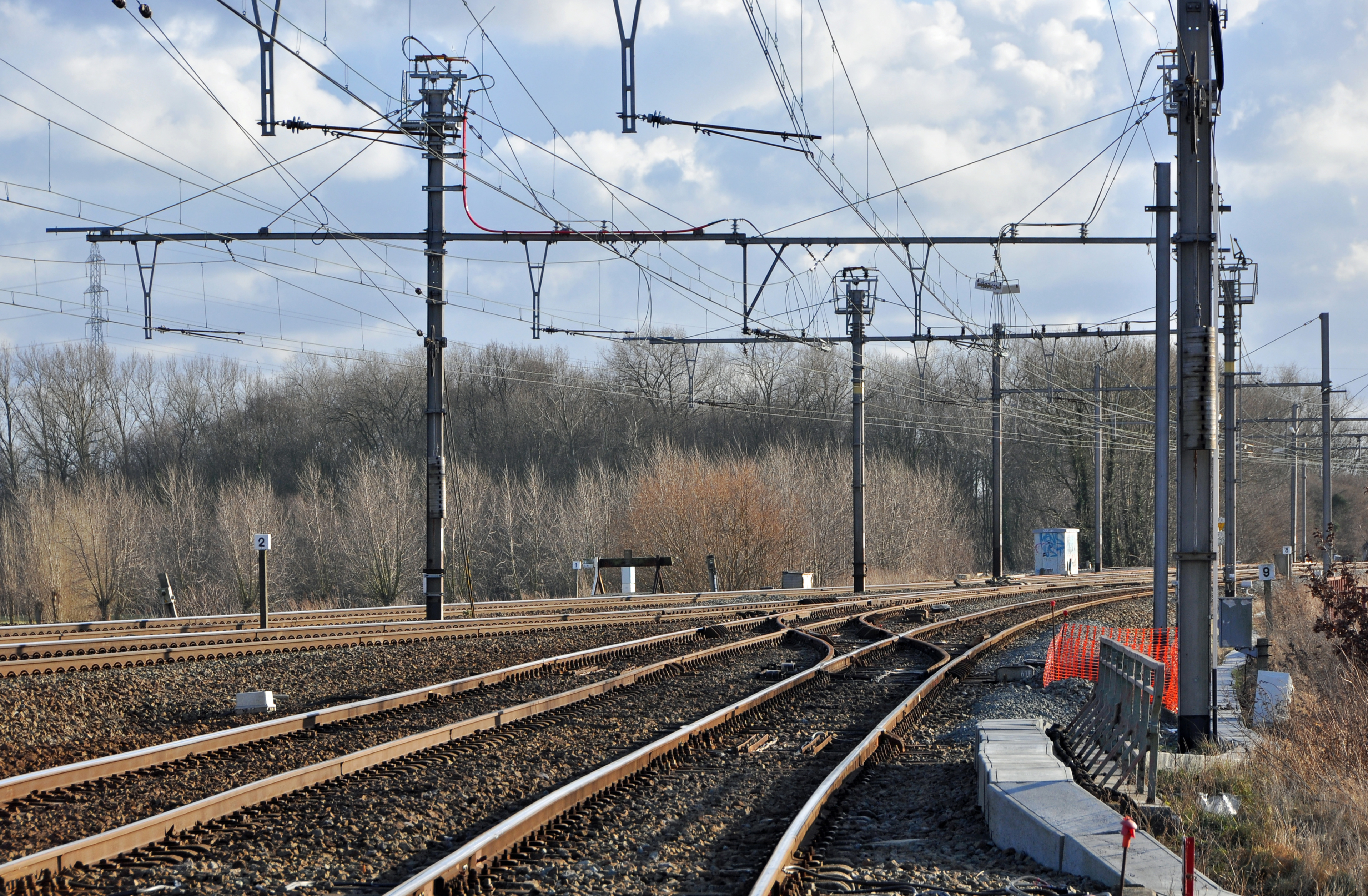
Spoorvertakking "Y Blauwe Toren", waar lijn 51A uit Zeebrugge (links op de achtergrond) aansluit op de lijn 51 van Blankenberge naar Brugge (de twee sporen op de voorgrond). Foto genomen in de richting van Brugge.
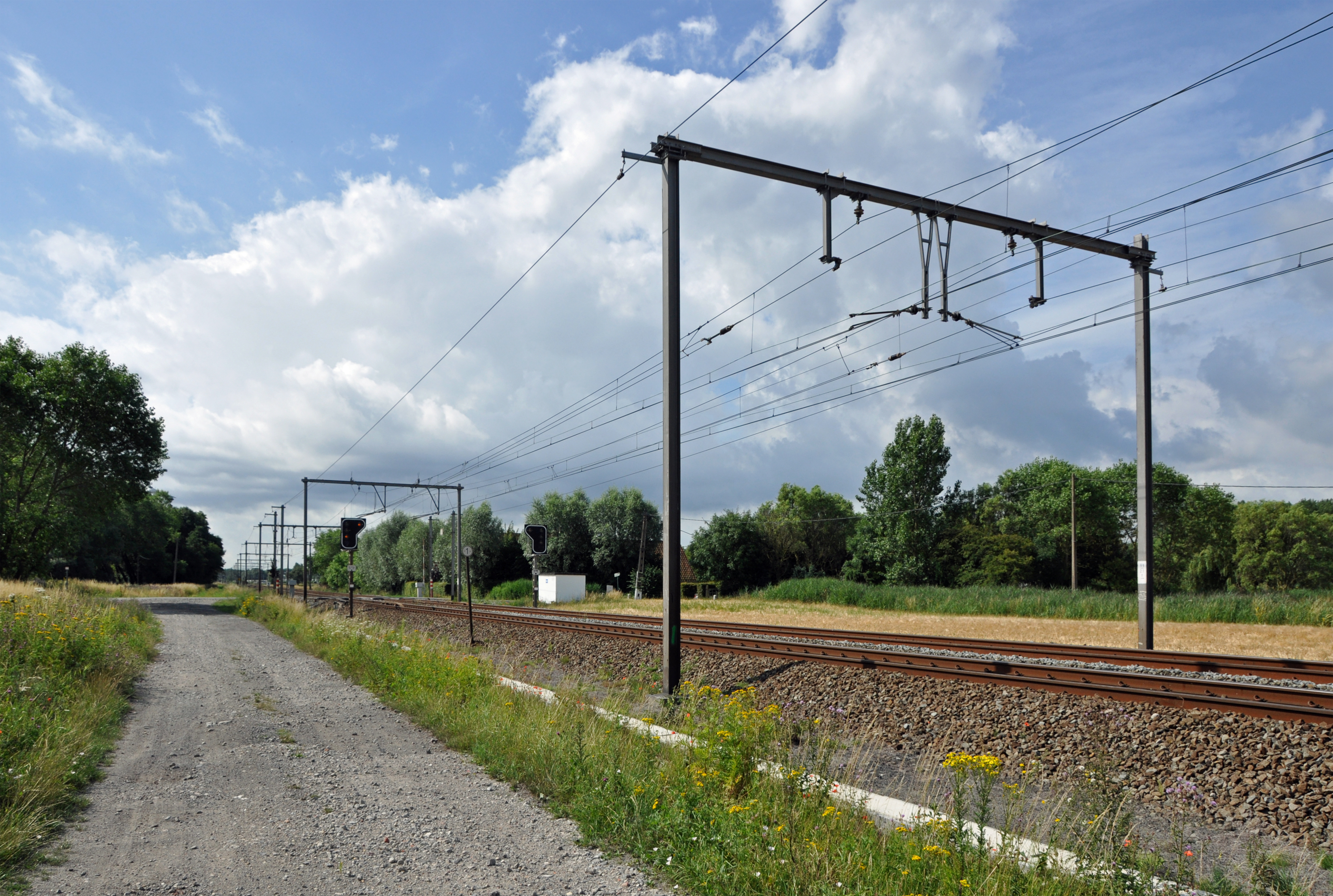
Spoorlijn 51A tussen vertakking "Y Blauwe Toren" en vertakking "Y Dudzele".
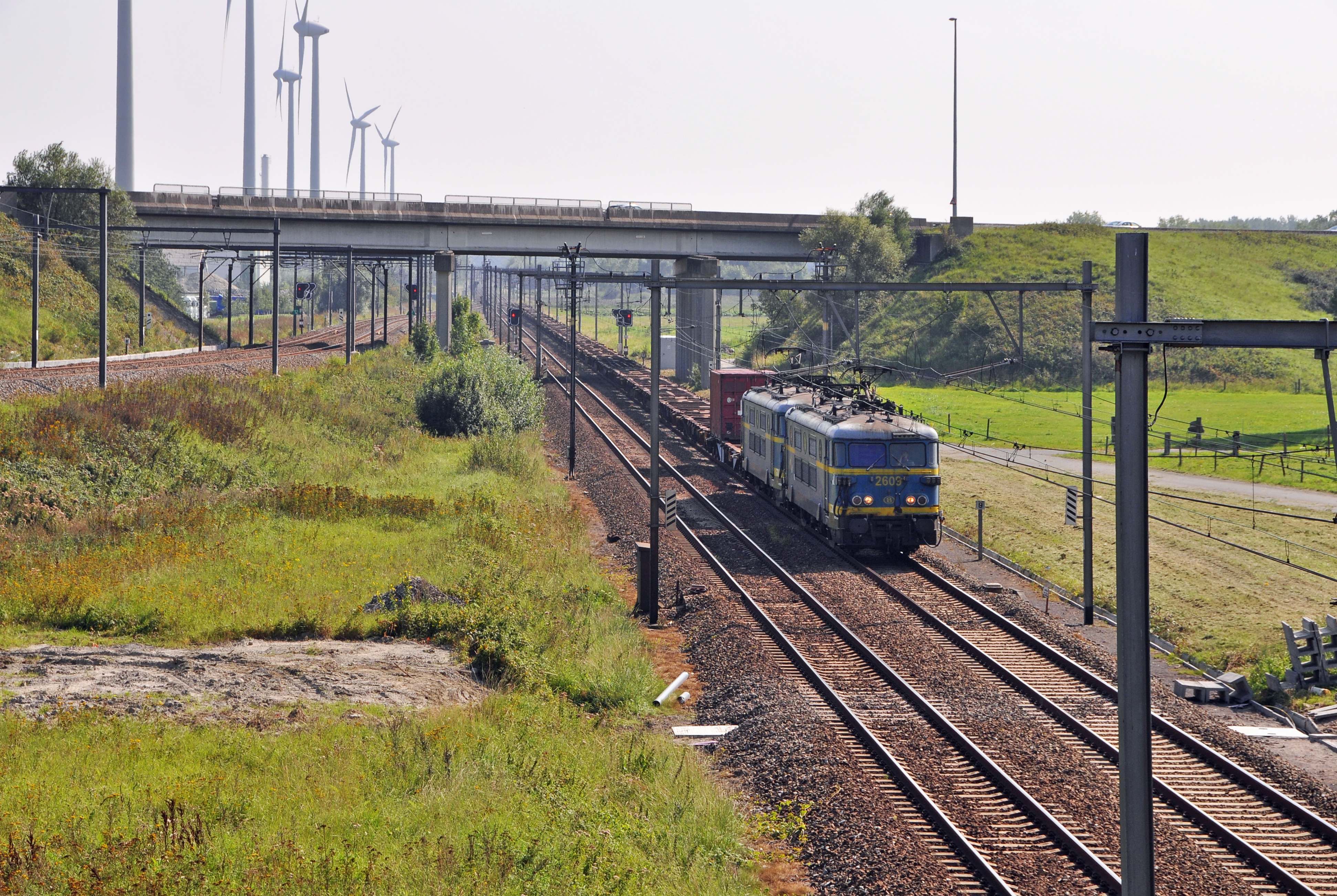
Spoorvertakking "Y Dudzele". Links: lijn 51B uit Knokke. Rechts en op de voorgrond: lijn 51A uit Zeebrugge-Strand. De foto is genomen in de richting van Brugge. De goederentrein, gesleept door twee locomotieven van de reeks 26, rijdt richting Zeebrugge.
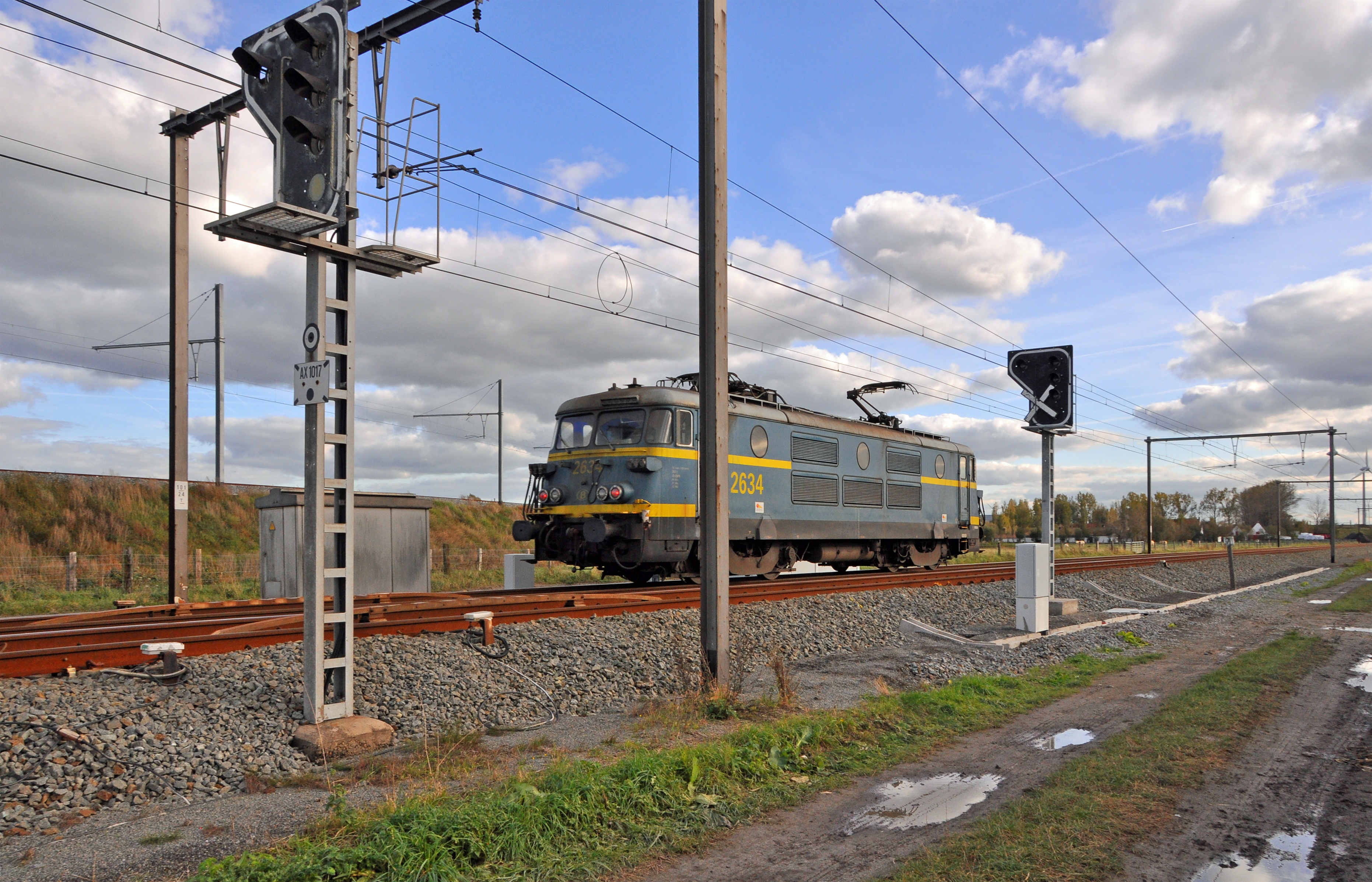
Spoorlijn 51A in de buurt van Lissewege. Links: de spoordijk met spoorlijn 51B/1 of "Boog van Ter Doest". Locomotief 2634 heeft zopas een autotrein naar Zeebrugge gebracht en keert nu terug richting Brugge.
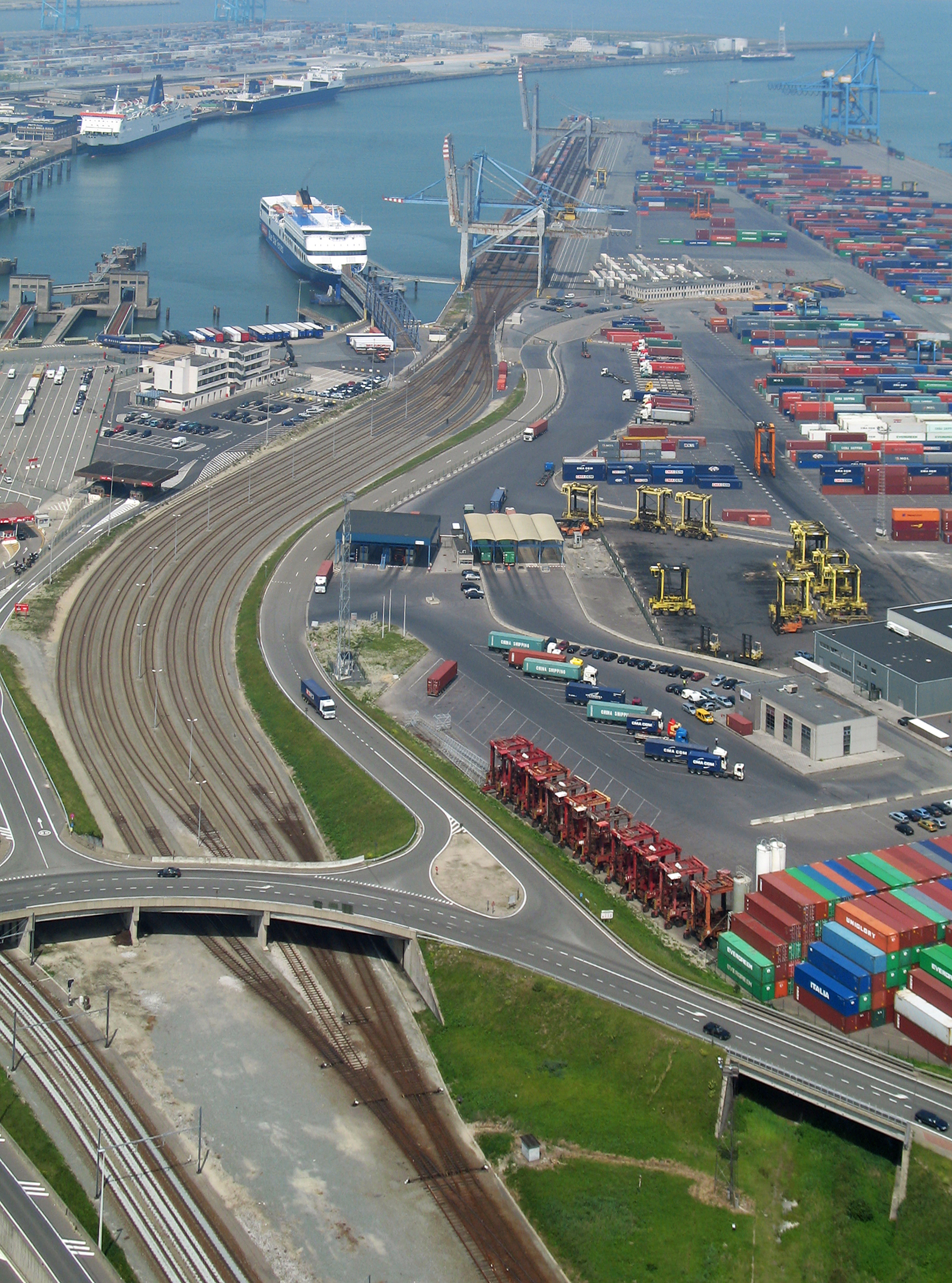
De sporenbundel "Westhoofd" in de haven van Zeebrugge.